# Ed Marques
Pour les articles homonymes, voir Marques (homonymie).
Ed Marques est un acteur américain.

## Filmographie
- 1992 : Alternative Nation (série TV) : Host
- 1995 : Programmé pour tuer (Virtuosity) : Blonde Punk in Media Zone
- 1997 : Lark Rhapsody : Fast Guy
- 1997 : The Weird Al Show (série TV) : Varna the Squirmese Cook
- 1998 : Internet Tonight (série TV) : Surf Guru (1998-2001)
- 1999 : Royal Standard (TV) : Jorg
- 2001 : Totally Blonde : Dr. Slapstick
- 2002 : Hourly Rates : Shark
- 2003 : Bomba Latina (Chasing Papi) : Male Flight Attendant
- 2004 : The Paul Decca Story : Paul Decca